# Adénome parathyroïdien
 Mise en garde médicale
Un adénome parathyroïdien est une tumeur bénigne des glandes parathyroïdes, généralement responsable d'une hyperparathyroïdie primaire par hypersécrétion de parathormone. Le traitement en est chirurgical par parathyroïdectomie.